# Cuyahoga (rzeka)
Cuyahoga (ang. Cuyahoga River) – rzeka w amerykańskim stanie Ohio. Przepływa między innymi przez Akron oraz Cleveland, gdzie uchodzi do jeziora Erie. Nad rzeką znajduje się Park Narodowy Cuyahoga Valley. W rzece poziom zanieczyszczeń bywał tak duży, że wybuchł na niej pożar minimum 13 razy.